# Dia d'Acció Global per un Avortament legal i segur
Dia d'Acció Global per a l'accés a l'Avortament legal i segur conegut també com el Dia per a la Despenalització i Legalització de l'Avortament se celebra el 28 de setembre de cada any convocat per grups de dones i el moviment feminista per exigir als seus governs despenalitzar l'avortament i facilitar l'accés a l'avortament amb l'objectiu d'evitar que milions de dones al món segueixin morint per practicar-se avortaments insegurs.
La iniciativa va sorgir el 1990 en la V Trobada Feminista Llatinoamericana i del Carib i la convocatòria s'ha estès a nivell internacional i assumida per xarxes internacionals i locals en nombrosos països d'Europa, Àfrica, Àsia i Nord-amèrica. Segons dades del Fons de Població de les Nacions Unides (UNFPA) el vuit per cent de les morts de dones al món es deuen als avortaments insegurs.

## Antecedents
El 28 de maig de 1987 les organitzacions assistents a la V Trobada Internacional Dona i Salut celebrat a San José de Costa Rica, entre elles la Xarxa de Salut de les Dones Llatinoamericanes i del Carib (RSMLAC), la Xarxa Mundial de Dones pels Drets Reproductius i desenes de persones dedicades a la temàtica de salut i dona, van aprovar instituir el Dia Internacional d'Acció per la Salut de les Dones com a recordatori per abordar les múltiples causes de malaltia i mort que afecten a les dones. També es va decidir llançar una campanya denunciant la mortalitat i la morbiditat materna. El 1988 es va commemorar per primera vegada el 28 de maig amb el llançament de la Campanya per a la Prevenció de la Morbiditat i Mortalitat Materna, coordinada per la Xarxa Mundial de Dones pels Drets Reproductius (RMMDR) i la Xarxa de Salut.
S'estimava que cada any morien més de mig milió de dones, la majoria en països en desenvolupament per causes relacionades amb l'embaràs, part, puerperi i avortament insegur, una realitat escandalosa -denunciava la Xarxa de Salut - que no era abordada amb voluntat política per governs i organismes responsables. Entre les prioritats es va establir el de buscar mecanismes per disminuir el nombre de morts, moltes d'elles a causa dels avortaments insegurs.

## Història

### V Trobada Feminista Llatinoamericana
La decisió de declarar el 28 de setembre com a Dia pel Dret a l'Avortament de les Dones d'Amèrica Llatina i del Carib més tard conegut com a Dia d'Acció Global per un Avortament Legal i Segur es va prendre en la V Trobada Feminista Llatinoamericà i del Carib celebrat a San Bernardo, Argentina del 18 al 24 de novembre de 1990 en el Taller sobre Avortament, organitzat per la Comissión por el Derecho al aborto de l'Argentina i per les Católicas por el Derecho a decidir d'Uruguai i amb la participació de feministes procedents de Bolívia, Brasil, Colòmbia, Xile, El Salvador, Guatemala, Mèxic, Nicaragua, Paraguai i el Perú que denunciava que les complicacions per l'avortament insegur i clandestí constituïen la primera causa de mortalitat de les dones en molts dels països de la regió.
La proposta del dia va ser presentada per la delegació brasilera en commemoració del 28 de setembre de 1871 dia en què es va promulgar a Brasil la Llei de Llibertat de Ventres per la qual es va considerar lliures a tots els fills i filles nascuts de dones esclaves nascuts a partir d'aquest dia d'aprovació de la llei.

### Cronologia
1993
En una reunió promoguda per la Xarxa de Salut de les Dones Llatinoamericanes i el Carib i coordinada per Catòliques pel Dret a Decidir (CDD) es va crear la Coordinació Regional rotativa: 1993 – 1994 Catòliques pel Dret a Decidir (Uruguai).
1994 - 1997
Coordinació: GIRE(Mèxic)
Coordinació: CIDEM (Bolívia)
2000 - 2002
Coordinació: Rede Nacional Feminista de Saúde (Brasil)
2003 - 2005
Coordinació: Centro de la Mujer Peruana “Flora Tristán” (Perú)
2006 - 2009
Coordinació: Movimiento Autónomo de Mujeres (Nicaragua)
2009
Després de més una dècada en les quals les activitats reivindicatives es van centrar Amèrica Llatina i el Carib a partir de 2009 la campanya va començar a estendre's per Europa. A Espanya les organitzacions de dones van triar el 28 de setembre per reivindicar un canvi en la llei de l'avortament que finalment es va aconseguir i posteriorment com a jornada de lluita per evitar-ne una modificació i retallades. A Àfrica també es van iniciar campanyes en països com Ghana.
2010
La Campanya està integrada per dones organitzades de 19 països i per 5 Xarxes Regionals.
Entre els objectius s'estableixen:
- Enfortir la recerca, l'anàlisi i el debat teòric
- Enfortir les xarxes d'organitzacions feministes i de dones per millorar la coordinació
- Promoure noves aliances que permetin sumar sectors a la lluita contra els fonamentalismes religiosos, a partir de la identificació d'interessos comuns en els àmbits de salut, institucionalitat democràtica, laïcisme, diversitat sexual, drets humans i altres temes.
- Fer més ús de la jurisprudència internacional en matèria de drets sexuals i drets reproductius.
- Les organitzacions i xarxes feministes han de cridar l'atenció de les agències de cooperació
- L'avanç del moviment regional en la definició d'estratègies a més llarg termini

2011
El 2011 la Xarxa Mundial de Dones pels Drets Reproductius (RMMDR) en anglès Women's Global Network for Reproductive Rights (WGNRR) històrica organització internacional creada el 1984 per defensar els drets sexuals i reproductius de les dones assumeix i s'incorpora per impulsar la campanya.
2012
Es va denunciar especialment la defunció en Dominicana de Rosaura Almonte, coneguda com a Esperancita, adolescent embarassada a qui l'Estat dominicà va negar l'avortament terapèutic que requeria amb urgència, ja que sofria leucèmia. Al mateix temps, el sistema de salut d'aquest país va retardar inútilment el seu tractament de quimioteràpia per a protegir el producte de la gestació, la qual cosa va fer progressar acceleradament la seva malaltia fins a produir-se el desenllaç ja conegut.
La convocatòria es va celebrar a:
- Llatinoamèrica i Carib: Mèxic, Colòmbia, Guatemala, Nicaragua, El Salvador, República Dominicana, Puerto Rico, Perú, Bolívia, Brasil, Argentina, Equador, Xile, Uruguai i Haití.
- Africa: Camerun, Kenya, Malawi, Moçambic, Nigèria, Rwanda, Sud-àfrica, Tanzània, Uganda i Zimbàbue
- Àsia: Índia, Indonèsia, Japó, Malàisia, Nepal, Pakistan
- Orient Mitjà: Líban
- Europa: Rússia, Polònia, Macedònia (avui, Macedònia del Nord), Ucraïna, Armènia, Bèlgica, Dinamarca, França, Irlanda, Itàlia, Portugal, Espanya, Suïssa i Gran Bretanya.
- Austràlia / NZ: Austràlia i Nova Zelanda
- Amèrica del Nord: Canadà i EUA

2013
Augmenta la participació internacional.
L'organització francesa Oséz le feminisme llança la campanya de recollida de signatures dirigida al secretari general de l'ONU per demanar el reconeixement del dret a l'avortament com a dret universal. en el marc de la campanya 28S My body is main (El meu cos és meu)
2014
Campanya de les organitzacions de la societat civil amb una petició al Parlament Europeu per garantir el respecte a les normes en matèria de drets humans en el tema del dret a l'avortament segur i legal.
2015
Amb el suport de les organitzacions internacionals i el treball d'organitzacions de dones locals africanes la celebració es va ampliar a països com Moçambic, Tanzània, República Democràtica del Congo. A França la ministra d'Assumptes Socials, Salut i Drets de les dones va anunciar un número de telèfon nacional d'informació sobre l'avortament i una campanya d'informació amb motiu de la jornada.

## Dades sobre avortament insegur
El 2012 l'Organització Mundial de la Salut va alertar sobre l'augment d'avortaments insegurs als països en desenvolupament:
- Les complicacions d'un avortament mal practicat constitueixen una de les principals causes de mort materna després de provocar hemorràgies o infeccions fatals.
- Els avortaments realitzats per personal no capacitat o en entorns sense els recursos mèdics i d'higiene mínims posen en risc la vida i salut de milers de dones cada any, va explicar l'agència de l'ONU.
- La incidència d'avortaments insegurs és molt més gran als països on la pràctica és il·legal perquè aquesta restricció porta a les dones a recórrer a instàncies clandestines.
- A Amèrica Llatina, el 95 % dels avortaments són insegurs, una proporció que no va canviar entre 1995 i 2008. Gairebé tots els procediments segurs van tenir lloc a Cuba, on l'avortament és legal i les dones hi poden optar amb llibertat.
- Segons l'OMS, fins al 2008, la taxa mundial d'avortaments era de 28 per cada mil dones, una xifra que pràcticament no ha canviat des de 2003. En canvi, el percentatge d'avortaments insegurs va augmentar un 5 %, a 49 %, en el període 1995-2008, lapse durant el qual el nombre d'avortaments als països en desenvolupament es va incrementar de 78 % a 86 %.

Altres dades:

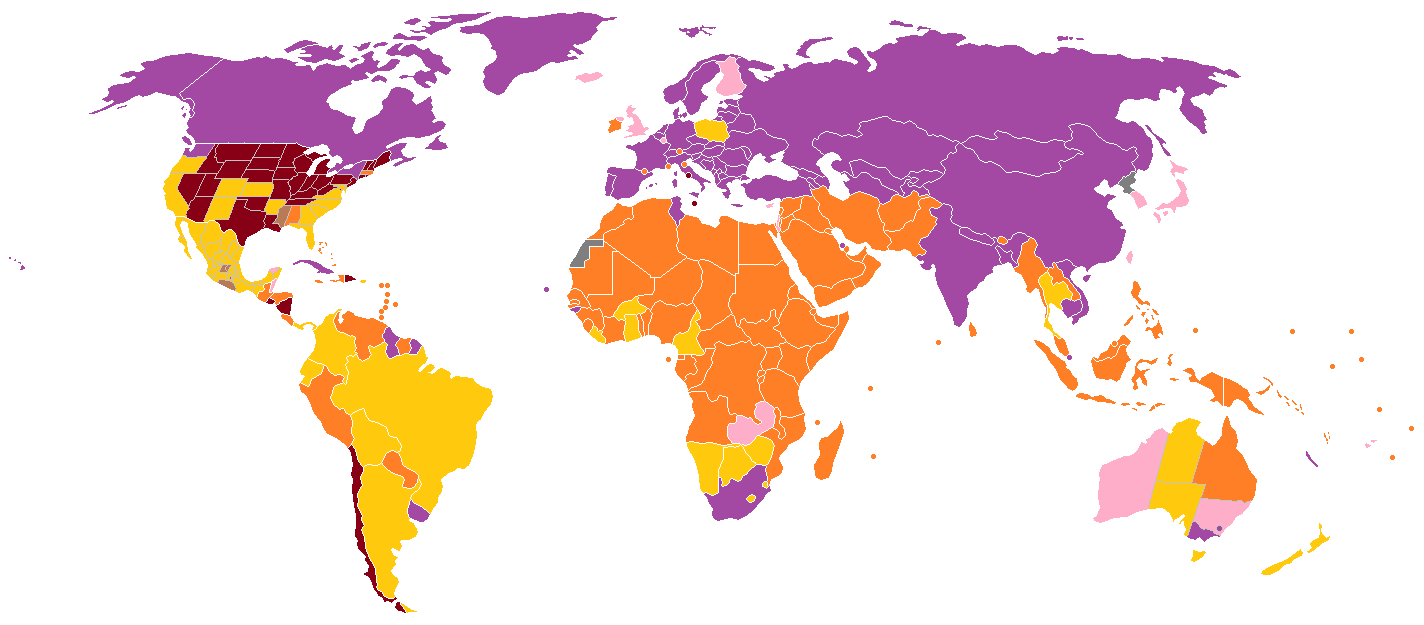
Estatut jurídic de l'avortament al món (2013)

- Cada dia es realitzen 55.000 avortaments insegurs al món, 95 per cent en països en vies de desenvolupament, els quals són responsables d'una de cada vuit morts maternes.[22]
- Mundialment per cada set naixements es duu a terme un avortament insegur. Es calcula que l'avortament induït -en forma clandestina i condicions insegures- és la causa d'una de cada tres morts maternes a la regió i d'aproximadament 800 mil hospitalitzacions per any.
- Organitzacions internacionals en defensa dels Drets Humans assenyalen que l'accés a l'avortament segur i legal pot salvar la vida i facilitar la igualtat de les dones. Les decisions de les dones en matèria d'avortament no tenen a veure solament amb els seus cossos en termes abstractes, sinó que, en termes més amplis, es troben relacionades amb els seus drets humans inherents a la seva condició de persona, a la seva dignitat i privadesa afegeix Human Rights Watch.[23]
- Al món hi ha diferents nivells de penalització de l'avortament, però està demostrat que l'existència de més o menys avortaments no està amb relació a la penalització, doncs hi ha països en què la interrupció de l'embaràs és totalment permesa i no obstant això els avortaments són una mínima proporció.
- Segons anàlisi de l'Organització Mundial de la Salut, el risc de mort materna és quatre vegades major en les adolescents menors de 16 anys que en les dones de 20 i 30 anys. Altres problemes de salut física i mental són també significativament majors entre les nenes de poca edat amb embarassos precoços i indesitjats.[21]